# Porcellio resacae
Porcellio resacae is een pissebed uit de familie Porcellionidae. De wetenschappelijke naam van de soort is voor het eerst geldig gepubliceerd door Mulaik.